# 龙泉街道 (凤冈县)
龙泉街道，是中华人民共和国贵州省遵义市凤冈县下辖的一个街道办事处。
2015年7月14日，贵州省人民政府批复同意凤冈县部分乡镇行政区划调整，新设置的龙泉街道辖原龙泉镇地域，街道办事处驻龙潭湖社区。
2021年7月，将文峰社区、柏梓村、六里村划归新设立的凤岭街道管辖。。

## 行政区划
龙泉街道下辖以下地区：
龙潭湖社区、龙井社区、体育场社区、和平路社区、文峰村、三坝村、六里村、柏梓村和西山村。
2021年7月调整后，辖龙潭湖社区、龙井社区、体育场社区、和平路社区、三坝社区、凤翔社区、西山村